# 楊衒之
楊 衒之（よう げんし、生没年不詳）は、北魏末から東魏にかけての人。『洛陽伽藍記』の撰者である。
詳細な伝記は伝わっていないが、隋の費長房撰『歴代三宝紀』や唐の道宣撰『続高僧伝』、道世撰『法苑珠林』などの記述に拠ると、北魏の期城郡太守であったという。また、『広弘明集』には、北平の人で、北魏末の秘書監であったとする。また、現行『洛陽伽藍記』には、北魏の撫軍府司馬という署名が付されている。巻1の永安中（528年 - 530年）の景林寺にまつわる事項の箇所では、その当時、楊衒之自身が、南北朝の頃の起家の官であった奉朝請であったとする記述が見られる。
このように、楊衒之の経歴は断片的にしか伝わらないが、その著書『洛陽伽藍記』の序には、彼自身の感懐が述べられている。そこには、西晋の永嘉中（307年 - 312年）には32ヵ寺しかなかった洛陽の仏寺が、北魏が遷都（493年）してからは洛陽の内外に1000以上の寺院がその荘厳なさまを競う繁栄を迎えた。それが、北魏の東西分裂（534年）に伴って一転して凋落し、諸寺は灰燼に帰してしまい、堂塔は廃墟に変わり果ててしまった。その塀は雑草に覆われ、街路には棘のある草が茂り、崩れ落ちた階段には獣たちが巣をつくり、庭の木々には野鳥が巣くうようになった。その荒廃した洛陽のさまを目の当たりにして、往時の壮観を極めた頃のことを書き記すことを思い立って、本書ができたのである、と記されている。